# Genista juzepczukii
Genista juzepczukii är en ärtväxtart som beskrevs av Nikolai Nikolaievich Tzvelev. Genista juzepczukii ingår i släktet ginster, och familjen ärtväxter. Inga underarter finns listade i Catalogue of Life.